# Hal David
Pour les articles homonymes, voir David.
Hal David, né le 25 mai 1921 à New York et mort le 1er septembre 2012 à Los Angeles, est un parolier américain connu pour sa collaboration avec le compositeur Burt Bacharach, avec lequel il a écrit de nombreuses chansons qui sont devenus des classiques tels que Raindrops Keep Fallin' on My Head, I Say a Little Prayer, Anyone Who Had a Heart ou Walk on By. Il a reçu un Oscar de la meilleure chanson originale.

## Biographie
Hal David est né dans une famille juive new yorkaise, fils de Lina (née Goldberg) et Gedalier David, propriétaire d'une épicerie.
Il a travaillé avec Morty Nevins dans The Three Suns sur quatre chansons pour le long métrage Two Gals et Guy (1951), mettant en vedette Janis Paige et Robert Alda.
En 1957, David rencontre le compositeur Burt Bacharach au Famous Music dans le Brill Building à New York. Associés, ils écrivent leur premier hit The Story of My Life, enregistré par Marty Robbins en 1957. Plus tard cette année-là, Perry Como obtient un hit avec Magic Moments.
Par la suite, dans les années 1960 et 1970, Bacharach et David ont écrit certaines des chansons les plus célèbres de la musique populaire américaine, un grand nombre pour la chanteuse Dionne Warwick, mais aussi pour The Carpenters, Dusty Springfield, BJ Thomas, Gene Pitney, Tom Jones, Jackie DeShannon et tant d'autres.
Hal David et Burt Bacharach ont écrit de nombreuses chansons qui sont devenus des classiques tels que : Raindrops Keep Fallin' on My Head, This Guy's in Love with You (en), I'll Never Fall in Love Again, Do You Know the Way to San José, Walk On By, What the World Needs Now Is Love, I Say a Little Prayer, Always Something There to Remind Me, One Less Bell to Answer et Anyone Who Had a Heart.
Burt Bacharach et Hal David ont reçu le Prix Gershwin de la chanson populaire en 2011, décerné par la Bibliothèque du Congrès. David en convalescence d'une maladie récemment contractée, n'a pas pu assister à la cérémonie à Washington en mai 2012.
David a travaillé avec d'autres artistes dont Willie Nelson et Julio Iglesias (To All the Girls I've Loved Before), Albert Hammond, Sarah (Vaughan's Broken Hearted Melody), Sherman Edwards.
Hal David meurt à 91 ans dans la matinée du 1er septembre 2012 des suites d'un accident vasculaire cérébral.

## Récompenses
- 1970 : Oscar de la meilleure chanson originale pour Raindrops Keep Fallin' on My Head (partagé avec Burt Bacharach) ;
- 1972 : Songwriters Hall of Fame.